# 大维拉日普拉日
大维拉日普拉日（法語：Le Grand-Village-Plage）是法国滨海夏朗德省的一个市镇，位于该省西部奥莱龙岛上，属于罗什福尔区。该市镇总面积6.05平方公里，2009年时的人口为1,051人。

## 人口
大维拉日普拉日人口变化图示